# Prosopis tamarugo
Prosopis tamarugo  es una especie de Leguminosa. Es un árbol que puede llegar a los 25 metros de altura. Generalmente presenta un tronco corto, muy ramificado, o desarrolla varios vástagos del mismo tamaño. En su ambiente natural se la encuentra junto a Caesalpinia aphylla.
Es endémica del norte de Chile y crece particularmente en la pampa del Tamarugal, planicie extensa que se ubica entre los 1000 y 1100 m s. n. m., a 70 km al este de la ciudad de Iquique.
No es efectivo que sobreviva por efecto del rocío.[cita requerida] En los salares del Tamarugal existen aguas subterráneas a diferentes profundidades, desde 4 metros hasta 80, 100 metros y más. La dinámica del salar permite que estas aguas asciendan por capilaridad, de manera que el subsuelo está permanentemente húmedo. Esta humedad de alta salinidad es soportada y aprovechada por el tamarugo para crecer.[cita requerida]
Las ramas caídas se usan de combustible.  Crece sobre suelos salinos que no admiten otros árboles. La especie es una valiosa fuente de carbón y de leña, mientras hojas y frutos sirven de alimento para cabras. Se le ha plantado en España.
Ha sido plantado con éxito desde comienzos del siglo XX, por iniciativas privadas y estatales. La mayor plantación fue iniciada en 1964, por el organismo estatal conocido como CORFO (Corporación de Fomento de la Producción), a cargo del Ingeniero Agrónomo, Francisco Araya Jorquera. La superficie cubierta superó las 25.000 has, en la Pampa del tamarugal, en el Salar de Atacama y en otros lugares de Chile. (Homero Altamirano, 1993)[cita requerida]
También cuando florece atrae insectos que sirven de alimento al comesebo del Tamarugal (Conirostrum tamarugense), especie de ave que solo se reproduce en la Pampa del Tamarugal.